# Арагва
Арагва (шп. Estado Aragua),  једна је од 23 државе у Боливарској Републици Венецуели. Главни град је Маракај. Ова савезна држава покрива укупну површину од 7.014 км ² и има 1.758.873 становника (2011).
Име Арагва потичу од назива староседелаца за једну врсту палме. Држава Арагва се налази на северу Централног региона Венецуеле. Кроз ову државу се смењују и равнице и џунгле и карипске плаже. Први национални парк у Венецуели отворен је управо овде.
Главни град је Маракај, а други важни градови су Турмеро и Ел Лимон.

## Галерија
- Плажа у Арагви